# Villa Las Flores
Barrio Las Flores es un barrio ubicado en el municipio de Tafí Viejo, departamento Tafí Viejo, provincia de Tucumán, Argentina. Se encuentra ubicado al sur de la avenida Constitución de acceso a Tafí Viejo, y en 2010 fue considerado un aglomerado separado de la comuna pero ya casi se encuentra como un edilicio continuo con la ciudad de Tafí Viejo.

## Población
Cuenta con 599 habitantes (Indec, 2010), lo que representa un incremento del 20% frente a los 500 habitantes (Indec, 2001) del censo anterior.
| Gráfica de evolución demográfica de Villa Las Flores entre 1991 y 2010 |
|                                                                        |
| Fuente: Censos nacionales del INDEC                                    |